# Teresa Remiszewska

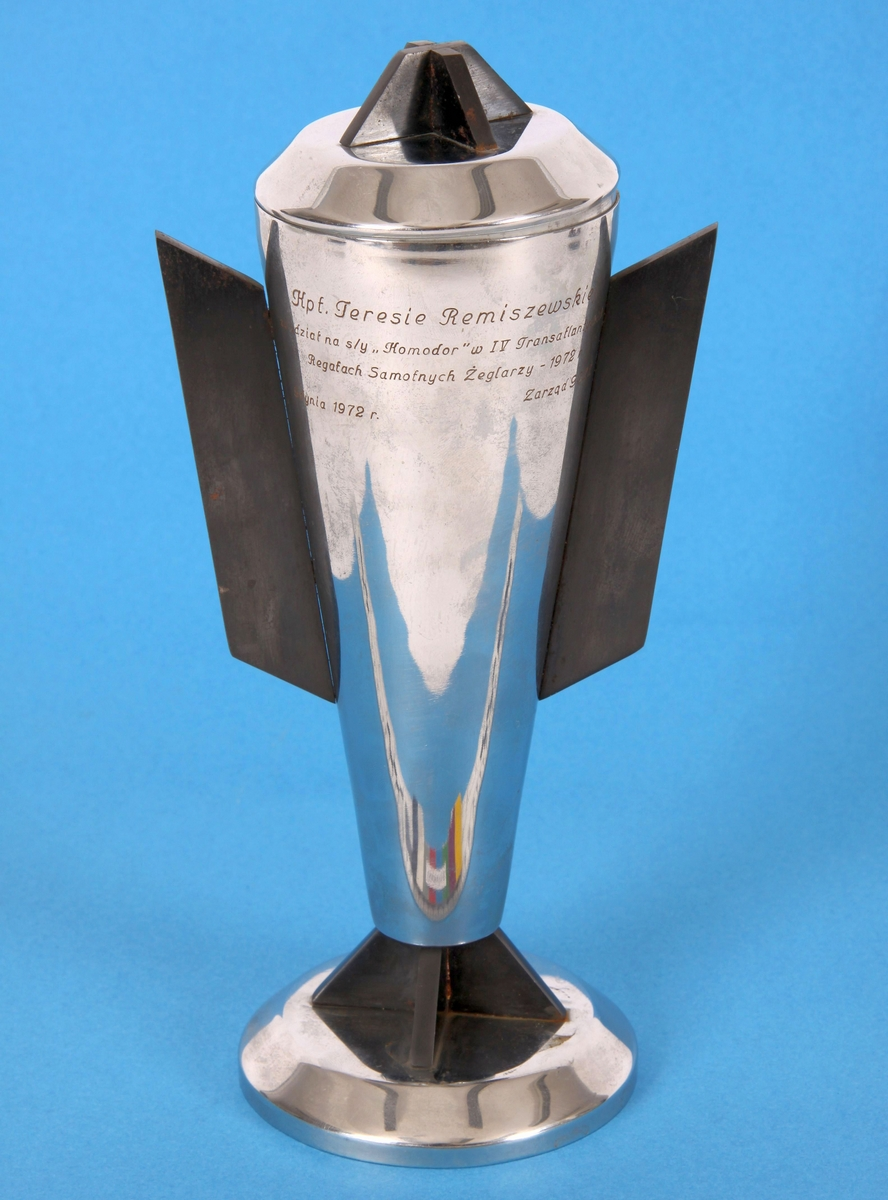
Puchar Gdańskiego Okręgowego Związku Żeglarskiego dla Teresy Remiszewskiej za udział w IV Transatlantyckich Regatach Samotnych Żeglarzy

Teresa Remiszewska-Damsz (ur. 19 czerwca 1928 w Międzychodzie, zm. 2 marca 2002 w Sopocie) – polska żeglarka, jachtowy kapitan żeglugi wielkiej, instruktorka żeglarstwa, harcmistrz Związku Harcerstwa Polskiego i członkini Rady Harcerskiego Kręgu Morskiego, prekursorka samotnego kobiecego żeglarstwa w Polsce.
Córka Jadwigi i Kazimierza Remiszewskich, miała dwie starsze siostry, wnuczka lekarza Andrzeja Chramca. W czasie okupacji kształciła się na tajnych kompletach, a po wojnie studiowała na Uniwersytecie Jagiellońskim.
Po zawarciu związku małżeńskiego mieszkała w Nowej Hucie (1948), a od 1965, po rozwodzie, ponownie w Gdyni, podejmując pracę w jacht klubach Stal oraz Gryf, a następnie w Stoczni im. Komuny Paryskiej .
W 1970 jako pierwsza Polka odbyła samotny rejs po Bałtyku na jachcie Zenit, na trasie długości 690 mil . Za ten wyczyn otrzymała w 1970 roku III nagrodę „Rejs Roku”. Rejs i nagroda przyniosły jej popularność, przez co mogła wziąć udział w 1972 roku w IV Transatlantyckich Regatach Samotnych żeglarzy OSTAR, w których wystartowała na jachcie Komodor . Była czwartą w historii żeglarstwa kobietą, która samotnie przepłynęła Atlantyk (w czasie 57 dni, 3 godzin i 18 minut). Swój oceaniczny rejs opisała w książce „Z goryczy soli moja radość”. Wzbogacona o dwa aneksy książka została wznowiona w 2019 roku przez Wydawnictwo "Bernardinum". 
Po powrocie z USA wyszła za mąż za poznanego tam Jerzego Damsza, ostatniego dowódcę 307 Dywizjonu Myśliwców Nocnych w Anglii. Jego powrót do kraju spowodował tajne śledztwo służb "o szpiegostwo", co uniemożliwiło zorganizowanie pierwszego samotnego rejsu kobiecego dookoła świata.
Na przełomie lat 70. i 80. pracowała w redakcji pisma Żagle i jachting motorowy. Była członkiem NSZZ „Solidarność”, pracowała w komisji ochrony środowiska przy Krajowej Komisji Porozumiewawczej NSZZ „Solidarność”. Za działalność niezależną w stanie wojennym została po donosie współpracownika zatrzymana 23 grudnia 1982, następnie aresztowana od 24 grudnia 1982 do 21 marca 1983, ostatecznie postępowanie przeciwko niej umorzono w 1983.
Przetłumaczyła (pod pseudonimem Urszula Karpińska) wydaną w podziemiu pracę Normana Daviesa „Orzeł biały, czerwona gwiazda”.
Teresę Remiszewską uhonorowano między innymi: wpisem do Panteonu Gdyni, ulicami w Gdyni i Międzychodzie, Gwiazdą w Alei Zasłużonych Ludzi Morza w Rewie i tablicą w Alei Żeglarstwa Polskiego w Basenie im. Mariusza Zaruskiego w Gdyni.
Pochowana na cmentarzu komunalnym w Sopocie (kwatera N4-19-14).

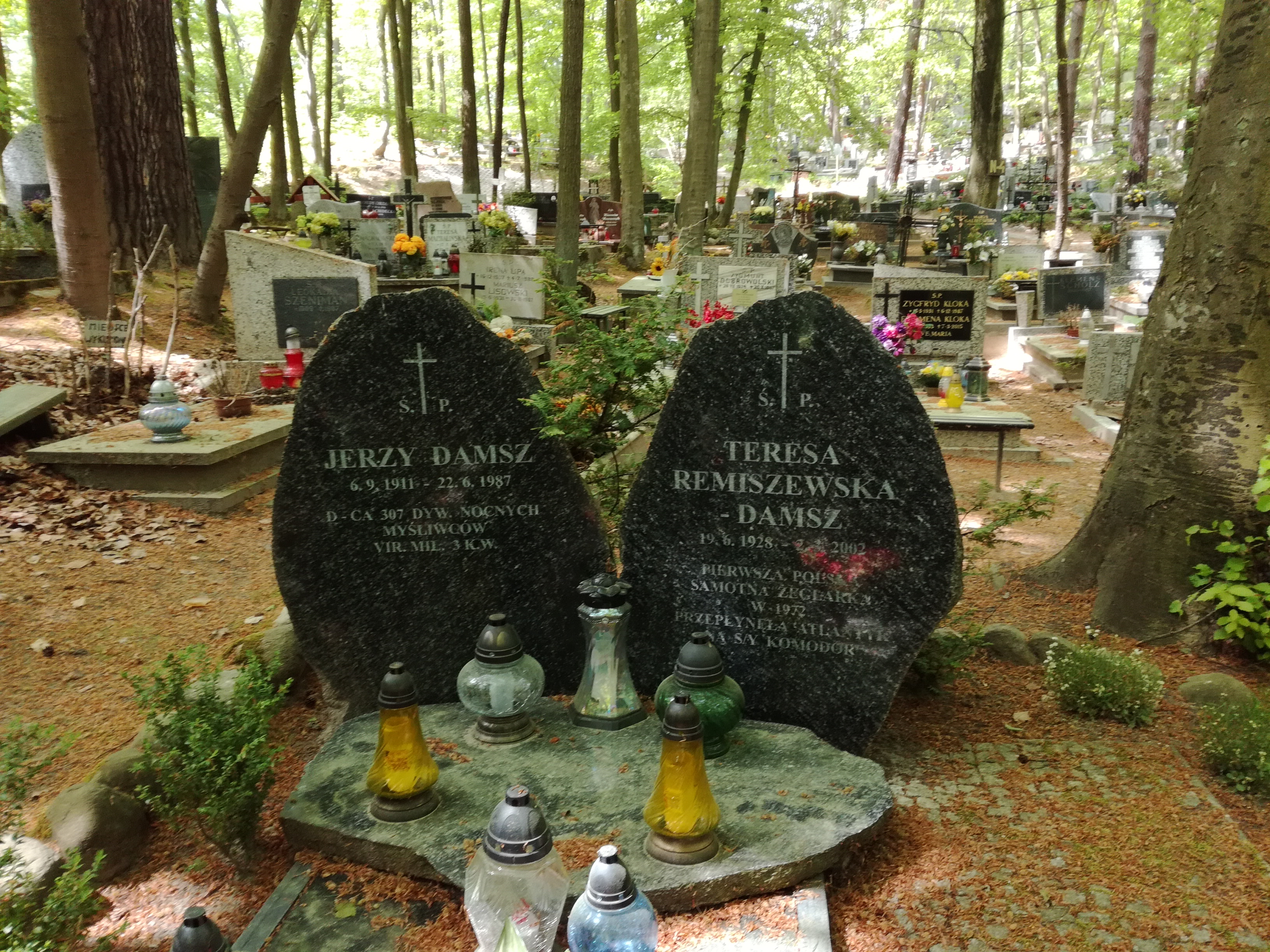
Grób Teresy Remiszewskiej i Jerzego Damsza